# Nikola Karabatić
Nikola Karabatić (Servisch: Никола Карабатић) (Niš, 11 april 1984) is een Frans handballer die deel uitmaakte van het Frans nationaal handbalteam dat de bronzen medaille won op het Europees kampioenschap van 2008. Hij was topscorer op het kampioenschap, samen met Ivano Balic en Lars Christiansen, en werd daar verkozen tot "waardevolste speler". Hij nam driemaal deel aan de Olympische Spelen. In 2004 (Athene) werd hij vijfde en in 2008 (Peking) en 2012 (Londen) won hij een gouden medaille. In 2011 won hij L'Équipe Champion of Champions.

## Erelijst

### Met THW Kiel
| Nationaal            |    |                  |
| Duits landskampioen  | 3x | 2009, 2010, 2012 |
| DHB-Pokal            | 3x | 2009, 2011, 2012 |
| Duitse Supercup      | 2x | 2011, 2012       |
| Internationaal       |    |                  |
| EHF Champions League | 2x | 2010, 2012       |

### Met Frankrijk
| Mondiaal          |    |                                    |
| Olympische Spelen | 2x | 2008, 2012, 2016                   |
| WK handbal        | 6x | 2009, 2011, 2015, 2017, 2005, 2019 |
| EK handbal        | 5x | 2006, 2010, 2014, 2008, 2018       |